# Christopher Reitz
Christopher Reitz  (ur. 3 kwietnia 1973 we Frankfurcie nad Menem) – niemiecki hokeista na trawie, bramkarz, złoty medalista olimpijski z Barcelony.
Brał udział w trzech igrzyskach (IO 92, IO 96, IO 00). Największy sukces w karierze odniósł w 1992, kiedy to wywalczył złoty medal olimpijski.  Był brązowym medalistą mistrzostw świata w 1998 i mistrzem Europy w 1995 i 1999. Łącznie rozegrał w kadrze 154 spotkania, w latach 1992-2001. 